# Acacia alpina
Acacia alpina är en ärtväxtart som beskrevs av Ferdinand von Mueller. Acacia alpina ingår i släktet akacior, och familjen ärtväxter. Inga underarter finns listade i Catalogue of Life.